# Marnix van Sint Aldegonde (Schiff)
Die Marnix van Sint Aldegonde (auch Marnix van St. Aldegonde geschrieben) war ein 1930 in Dienst gestelltes Passagierschiff der niederländischen Reederei Stoomvaart Maatschappij „Nederland“ für den Liniendienst von Amsterdam nach Jakarta. Nach Ausbruch des Zweiten Weltkriegs diente das Schiff ab 1941 als Truppentransporter und nahm hierbei unter anderen an der Operation Torch, der Operation Husky und der Operation Avalanche teil. Nach einem deutschen Luftangriff vor Algerien am 6. November 1943 erlitt die Marnix van Sint Aldegonde starke Beschädigungen und sank am darauffolgenden Tag.

## Geschichte
Die Marnix van Sint Aldegonde wurde am 8. Dezember 1928 unter der Baunummer 195 in der Werft von Nederlandsche Scheepsbouw Maatschappij in Amsterdam auf Kiel gelegt und lief am 21. Dezember 1929 vom Stapel. Nach der Ablieferung an die Stoomvaart Maatschappij am 12. September 1930 nahm sie den Liniendienst von Amsterdam nach Jakarta auf. Sie ergänzte hierbei ihr wenige Monate zuvor in Dienst gestelltes Schwesterschiff Johan van Oldenbarnevelt, das 1963 als Lakonia durch seinen Untergang mit 128 Todesopfern traurige Bekanntheit erlangte. Namensgeber der Marnix van Sint Aldegonde war der niederländische Schriftsteller, Offizier und Politiker Philips van Marnix. Ursprünglich sollte das Schiff nach Erasmus von Rotterdam benannt werden.
Die Marnix van Sint Aldegonde und ihr Schwesterschiff waren bei Indienststellung die größten Passagierschiffe der Niederlande. Sie galten als modern und überaus luxuriös. Die zivile Dienstzeit der Marnix van Sint Aldegonde dauerte neun Jahre an und verlief ohne größere Vorkommnisse.
Nach Ausbruch des Zweiten Weltkriegs endete der reguläre Liniendienst der Marnix van Sint Aldegonde, die ab Februar 1940 zunächst in Surabaya lag. Im Mai 1941 wurde sie in Singapur als Truppentransporter requiriert, um australische Truppen von Melbourne auf nach Asien und Afrika zu befördern. Anschließend transportierte sie ungefähr 1000 italienische Kriegsgefangene von Ägypten nach Mumbai.
1942 verließ die Marnix van Sint Aldegonde den Indischen Ozean und stand als Truppentransporter bei den Operationen Torch, Husky und Avalanche im Einsatz. Am 9. November 1942 gelang es der Besatzung des Schiffes vor Nordafrika, mit den Bordgeschützen zwei deutsche Bomber abzuschießen. Hierfür wurde der Kommandant des Schiffes, H.W. Hettema, im Januar 1943 mit dem Distinguished Service Cross ausgezeichnet.
Am 27. Oktober 1943 wurde die Marnix van Sint Aldegonde Teil des Konvois KMF 25, sie sollte hierbei 2.924 Soldaten von Liverpool nach Nordafrika transportieren. Vor der Küste Algeriens griffen am 6. November gegen 17.45 Uhr Ortszeit Bomber vom Typ Dornier Do 217 des Kampfgeschwader 26 die Schiffe des Konvois an. Einer der abgeworfenen Torpedos traf die Marnix van Sint Aldegonde, die Wassereinbruch im Maschinenraum erlitt. Der Strom an Bord fiel aus und das Schiff entwickelte eine Schlagseite. Die nun antriebslose Marnix van Sint Aldegonde musste evakuiert werden, sämtliche an Bord befindlicheN Soldaten, Besatzungsmitglieder sowie eine Gruppe von Truppenunterhalter wurden unverletzt auf andere Schiffe des Konvois in Sicherheit gebracht.
Gemeinsam mit der ebenfalls durch einen Angriff beschädigten Santa Elena der Grace Line wurde die Marnix van Sint Aldegonde ins Schlepptau genommen, was sich jedoch als Fehler erwies: Die beiden Schiffe kollidierten beim Schleppvorgang miteinander und erlitten hierbei weitere Beschädigungen. Am Abend des 7. November 1943 sank die Marnix van Sint Aldegonde aufgrund des starken Wassereinbruchs auf Position 37° 7′ 0″ N, 6° 37′ 0″ O. Am selben Abend sank auch die Santa Elena.